# Río Arrayanes
El río Arrayanes es un corto curso de agua situado en el parque nacional Los Alerces, provincia del Chubut, Argentina, que une en un recorrido de menos de 5 km el lago Verde y el lago Futalaufquen. Es parte de la cuenca alta del río Futaleufú.

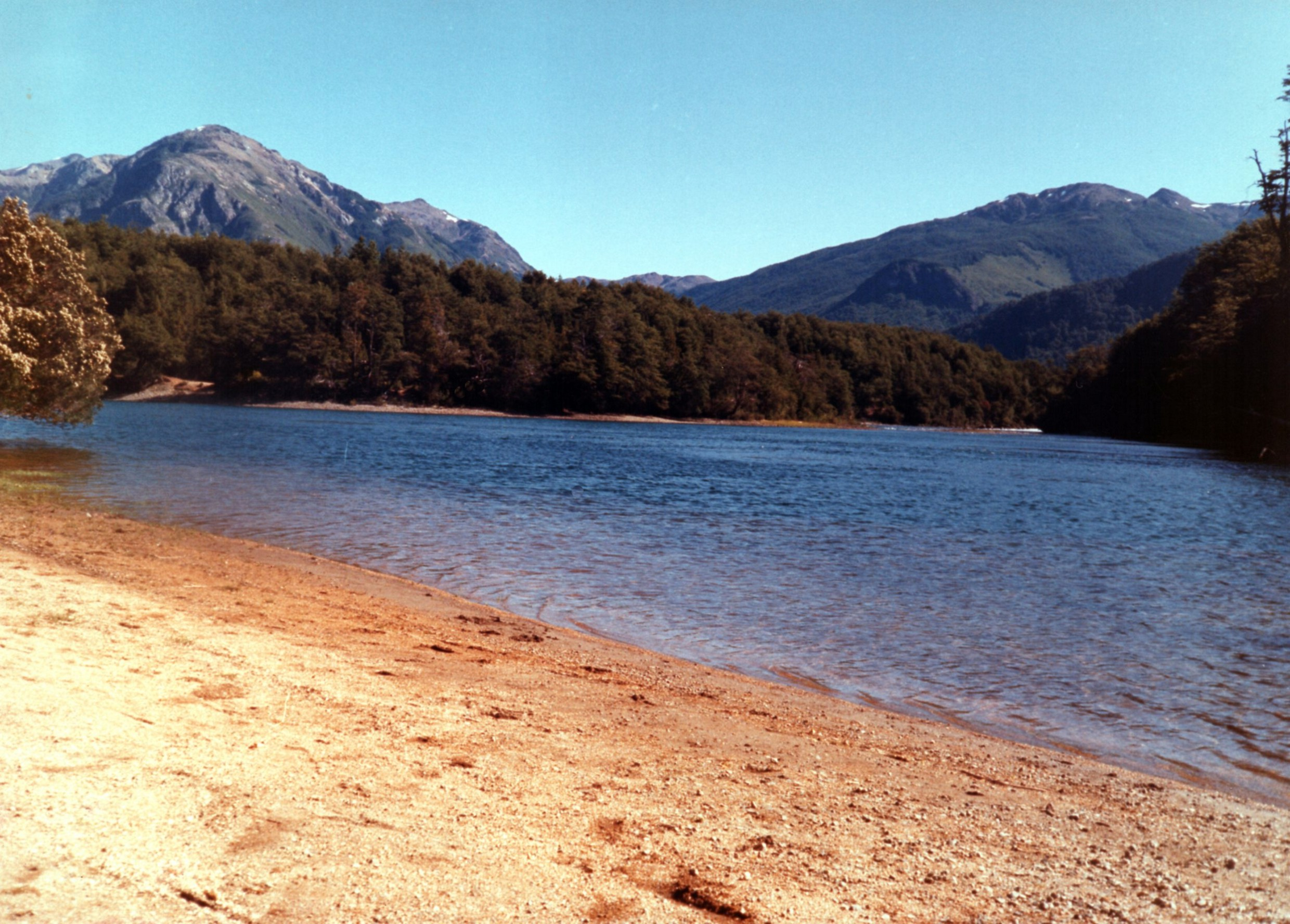
Playa de arena del Río Arrayanes

El río forma parte de uno de los circuitos más recorrido del parque nacional donde se encuentra, siendo considerado uno de sus principales atractivos turísticos. El paisaje combina arrayanes en ambas márgenes (el árbol que da su nombre al río), dos lagos en la naciente y desembocadura, montañas de picos nevados en los cuatro puntos cardinales y un impactante color turquesa en sus aguas. La transparencia de las aguas permite visualizar la flora del lecho y las truchas que suelen ser presas de la pesca con mosca. Embarcaciones comerciales realizan un recorrido fluvial, lo cual es posible gracias a que incluso en verano conserva un importante caudal de agua. Cabe destacar que es el único curso de agua del Parque donde está permitida la navegación, y sólo se permiten embarcaciones a motor con mínima velocidad.
El río tiene en promedio 100 metros de ancho y es bastante profundo. La ruta Provincial N.º 71 lo bordea en su margen izquierda, y permite su avistamiento en distintos puntos.
Este río, además de drenar a través del lago lago Verde la parte superior del río Futaleufú —los lagos Rivadavia (21,7 km²) y Cholila (17,5 km²)—, también drena a través de uno de sus afluentes, el río Menéndez, el lago Menéndez (55,7 km²).